# Арсак (сатрап)

Карта деления империи Ахеменидов на сатрапии

Арсак (др.-греч.  Ἀρσάκης; IV век до н. э.) — македонский сатрап Арии, иранец по происхождению.

## Биография
В 330 году до н. э. Арсак был назначен Александром Македонским сатрапом Арии — области, находившейся на северо-востоке современного Ирана. Это произошло вскоре после второго восстания предыдущего наместника Арии Сатибарзана, выступившего против владычества македонян.
Однако уже зимой 328 года до н. э. Арсак был смещён со своего поста. Арриан называл причиной этого следующее: Александру, находившемуся с армией в южной Бактрии перед переправой через реку Окс, «казалось, что Арсак злоумышляет против него».
По приказу царя македонский военачальник Стасанор привёз Арсака в кандалах к Александру, когда тот пребывал в городе Зариаспа. Дальнейшая судьба Арсака неизвестна. По свидетельству Курция Руфа, Арсак был послан в Мидию, чтобы заменить там Оксидата, но, по всей видимости, это явная ошибка.
Преемником Арсака в Арии стал Стасанор.